# 拉艾马莱尔布
拉艾马莱尔布（法語：La Haye-Malherbe，法語發音：[la ɛ malɛʁb]）是法国厄尔省的一个市镇，位于该省中东部偏北，属于莱桑德利区。

## 地理
拉艾马莱尔布（49°13'31"N, 1°4'4"E）面积9.93 平方千米，位于法国诺曼底大区厄尔省，该省份为法国北部内陆省份，北起滨海塞纳省，西接奧恩省和卡爾瓦多斯省，南至厄尔-卢瓦省，东临瓦兹省、瓦兹河谷省和伊夫林省。
与拉艾马莱尔布接壤的市镇（或旧市镇、城区）包括：克拉维尔、马尔托、圣皮埃尔-莱塞尔伯夫、泰尔德博尔。

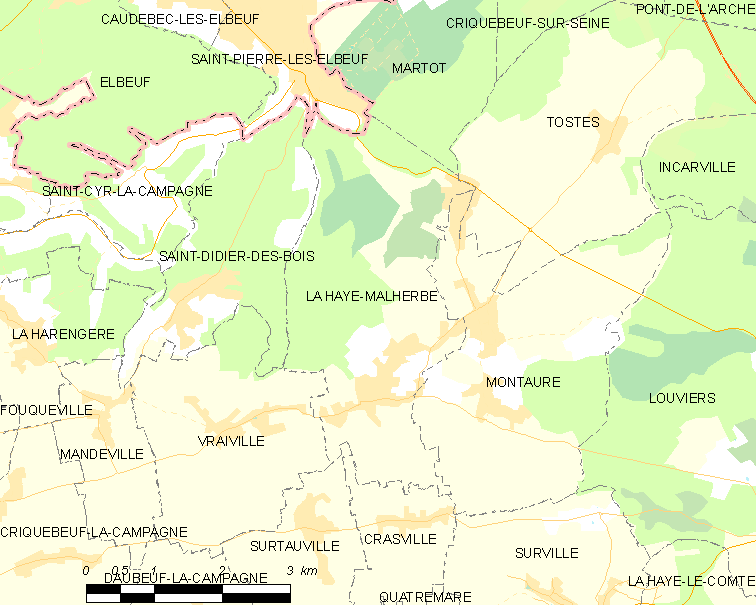
拉艾马莱尔布的OSM定位图

拉艾马莱尔布的时区为UTC+01:00、UTC+02:00（夏令时）。

## 行政
拉艾马莱尔布的邮政编码为27400，INSEE市镇编码为27322。

## 政治
拉艾马莱尔布所属的省级选区为蓬德拉尔什县。

## 人口

1962-2008年间拉艾马莱尔布人口变化图示

拉艾马莱尔布于2022年1月1日时的人口数量为1374人。